# Odrzechowa

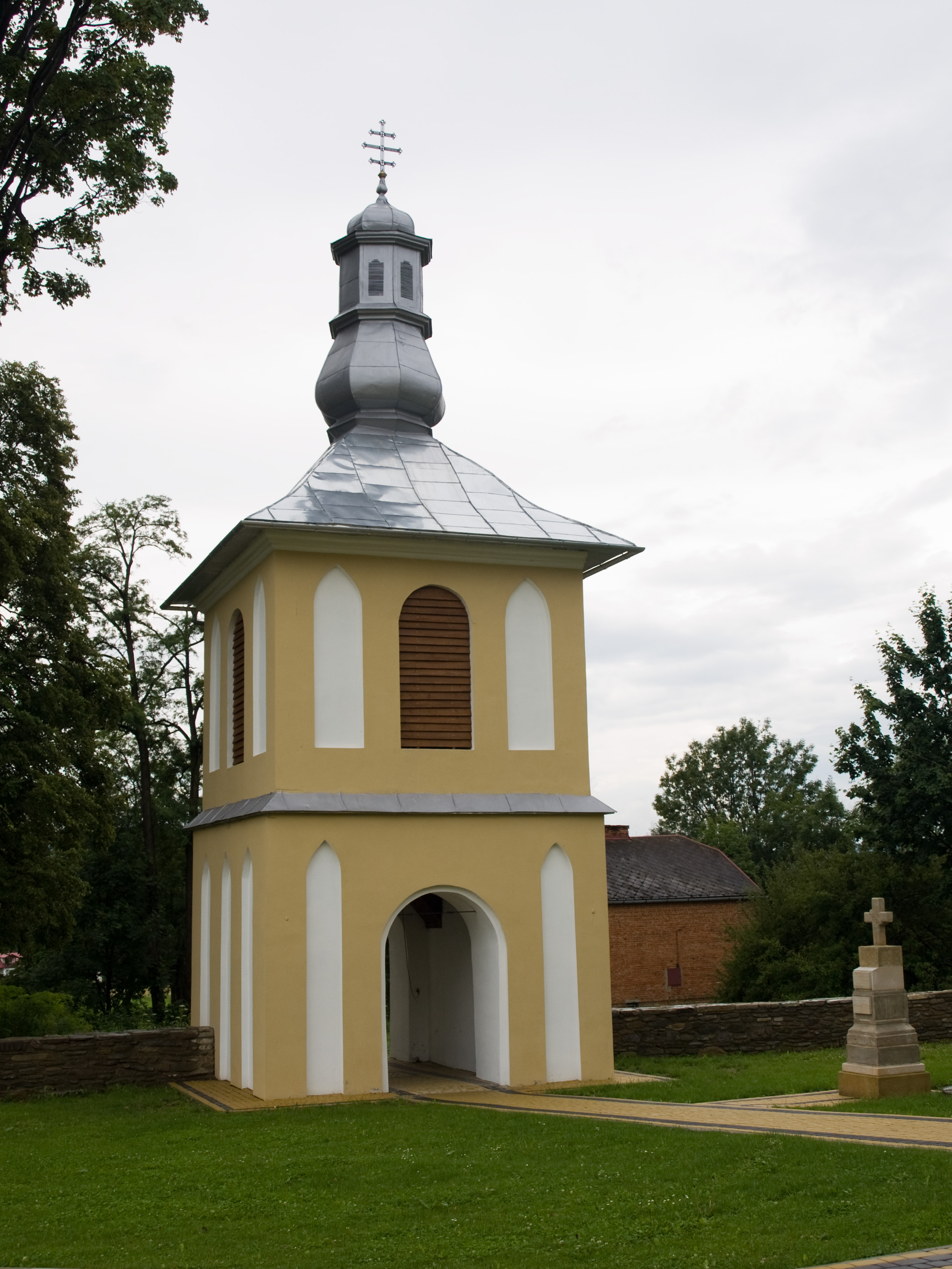
Klokkentoren van Odrzechowa

Odrzechowa is een plaats in het Poolse district  Sanocki, woiwodschap Subkarpaten. De plaats maakt deel uit van de gemeente Zarszyn en telt 1400 inwoners.